# Luis Suárez (ur. 1997)
Luis Javier Suárez Charris (ur. 2 grudnia 1997 w Santa Marta) – kolumbijski piłkarz występujący na pozycji napastnika w hiszpańskim klubie UD Almería oraz w reprezentacji Kolumbii. Posiada również obywatelstwo hiszpańskie.

## Kariera klubowa

### Itagüí Leones
W 2015 roku podpisał kontrakt z klubem Itagüí Leones. Zadebiutował 6 października 2015 w meczu Categoría Primera B przeciwko América Cali (3:1).

### Granada CF B
1 marca 2016 został wysłany na wypożyczenie do drużyny Granada CF B. Zadebiutował 21 sierpnia 2016 w meczu Segunda División B przeciwko Atlético Mancha Real (1:1). Pierwszą bramkę zdobył 28 sierpnia 2016 w meczu ligowym przeciwko CD El Ejido (0:3).

### Watford
1 lipca 2017 podpisał kontrakt z zespołem Watford.

### Real Valladolid B
17 lipca 2017 udał się na wypożyczenie do klubu Real Valladolid B. Zadebiutował 19 sierpnia 2017 w meczu Segunda División B przeciwko AD Unión Adarve (1:1). Pierwszą bramkę zdobył 27 sierpnia 2017 w meczu ligowym przeciwko CF Rayo Majadahonda (6:2).

### Gimnàstic Tarragona
9 lipca 2018 został wysłany na wypożyczenie do drużyny Gimnàstic Tarragona. Zadebiutował 20 sierpnia 2018 w meczu Segunda División przeciwko CD Tenerife (1:1). Pierwszą bramkę zdobył 28 października 2018 w meczu ligowym przeciwko Real Oviedo (2:1).

### Real Saragossa
21 czerwca 2019 udał się na wypożyczenie do zespołu Real Saragossa. Zadebiutował 17 sierpnia 2019 w meczu Segunda División przeciwko CD Tenerife (2:0), w którym zdobył swoją pierwszą bramkę.

### Granada CF
2 października 2020 podpisał pięcioletni kontrakt z klubem Granada CF. Zadebiutował 4 października 2020 w meczu Primera División przeciwko Cádiz CF (1:1). 22 października 2020 zadebiutował w fazie grupowej Ligi Europy w meczu przeciwko PSV Eindhoven (1:2). Pierwszą bramkę zdobył 5 listopada 2020 w meczu fazy grupowej Ligi Europy przeciwko Omonii Nikozja (0:2). Pierwszą bramkę w lidze zdobył 29 listopada 2020 w meczu przeciwko Celcie Vigo (3:1).

## Kariera reprezentacyjna

### Kolumbia
W 2020 roku otrzymał powołanie do reprezentacji Kolumbii. Zadebiutował 17 listopada 2020 w meczu eliminacji do Mistrzostw Świata 2022 przeciwko reprezentacji Ekwadoru (6:1).

## Statystyki

### Klubowe
(aktualne na dzień 15 czerwca 2021)
| Klub                       | Sezon              | Liga                | Liga  | Liga   | Puchar kraju | Puchar kraju | Europa | Europa | Suma  | Suma   |
| Klub                       | Sezon              | Liga                | Mecze | Bramki | Mecze        | Bramki       | Mecze  | Bramki | Mecze | Bramki |
| -------------------------- | ------------------ | ------------------- | ----- | ------ | ------------ | ------------ | ------ | ------ | ----- | ------ |
| Itagüí Leones              | 2015               | Categoría Primera B | 8     | 0      | 0            | 0            | –      | –      | 8     | 0      |
| Itagüí Leones              | Ogólnie            | Ogólnie             | 8     | 0      | 0            | 0            | 0      | 0      | 8     | 0      |
| Granada CF B (wyp.)        | 2016/17            | Segunda División B  | 35    | 5      | 0            | 0            | –      | –      | 35    | 5      |
| Granada CF B (wyp.)        | Ogólnie            | Ogólnie             | 35    | 5      | 0            | 0            | 0      | 0      | 35    | 5      |
| Real Valladolid B (wyp.)   | 2017/18            | Segunda División B  | 34    | 11     | 0            | 0            | –      | –      | 34    | 11     |
| Real Valladolid B (wyp.)   | Ogólnie            | Ogólnie             | 34    | 11     | 0            | 0            | 0      | 0      | 34    | 11     |
| Gimnàstic Tarragona (wyp.) | 2018/19            | Segunda División    | 36    | 6      | 1            | 0            | –      | –      | 37    | 6      |
| Gimnàstic Tarragona (wyp.) | Ogólnie            | Ogólnie             | 36    | 6      | 1            | 0            | 0      | 0      | 37    | 6      |
| Real Saragossa (wyp.)      | 2019/20            | Segunda División    | 38    | 19     | 1            | 0            | –      | –      | 39    | 19     |
| Real Saragossa (wyp.)      | Ogólnie            | Ogólnie             | 38    | 19     | 1            | 0            | 0      | 0      | 39    | 19     |
| Granada CF                 | 2020/21            | Primera División    | 27    | 5      | 2            | 0            | 8      | 2      | 37    | 7      |
| Granada CF                 | Ogólnie            | Ogólnie             | 27    | 5      | 2            | 0            | 8      | 2      | 37    | 7      |
| Ogólnie w karierze         | Ogólnie w karierze | Ogólnie w karierze  | 178   | 46     | 4            | 0            | 8      | 2      | 190   | 48     |

### Reprezentacyjne
(aktualne na dzień 15 czerwca 2021)
| Reprezentacja | Rok     | Mecze | Bramki |
| ------------- | ------- | ----- | ------ |
| Kolumbia      |         |       |        |
| 2020          | 1       | 0     |        |
| Ogólnie       | Ogólnie | 1     | 0      |

| Mecze i gole w reprezentacji | Mecze i gole w reprezentacji | Mecze i gole w reprezentacji | Mecze i gole w reprezentacji | Mecze i gole w reprezentacji | Mecze i gole w reprezentacji | Mecze i gole w reprezentacji | Mecze i gole w reprezentacji |
| Lp.                          | Data                         | Miejsce                      | Gospodarz                    | Gość                         | Wynik                        | Gol                          | Rozgrywki                    |
| ---------------------------- | ---------------------------- | ---------------------------- | ---------------------------- | ---------------------------- | ---------------------------- | ---------------------------- | ---------------------------- |
| 1.                           | 17.11.2020                   | Quito                        | Ekwador                      | Kolumbia                     | 6:1                          |                              | el. MŚ 2022                  |

## Sukcesy

### Indywidualne
- król strzelców Segunda Division (1): 2024/2025